# Giovinazzo
Giovinazzo és un municipi italià situat a la regió de la Pulla i la ciutat metropolitana de Bari. El 2022 tenia una població estimada de 19.465 habitants.